# Zwerg Nase (1953)
Zwerg Nase ist ein deutscher Märchenfilm von Francesco Stefani aus dem Jahr 1953. Die Geschichte beruht auf dem gleichnamigen Märchen von Wilhelm Hauff.

## Handlung
Der 12-jährige Jakob hilft am Gemüsestand seiner Mutter mit und trägt auch Kunden die eingekaufte Ware nach Hause. Eines Tages kommt eine  alte Frau mit einer langen Nase an  den Stand, die meint, dass die Kräuter schlecht und vor 50 Jahren besser gewesen wären. Jakob ist aufgebracht, dass sie alle Kräuter an ihre Nase hält und zerdrückt: „Tu’s weg von deiner langen Nase!“ ruft er und schlägt ihr auf die Hand. „Gefällt sie dir nicht, meine schöne lange Nase?“ spottet die Frau, „sollst auch so eine haben, noch viel länger als meine.“ Schließlich kauft sie einige Kohlköpfe, die sie sich von Jakob nach Hause tragen lassen möchte. Jakob widerstebt, lässt sich aber von seiner Mutter überreden. Andere Marktfrauen tuscheln, ob die alte Frau nicht die böse Fee Kräuterweis sei.
In ihrem Haus beginnt die alte Frau zu zaubern und gibt Jakob eine Suppe, die ihn in einen traumartigen Zustand versetzt: Er muss für die alte Frau sieben Jahre lang arbeiten, darunter drei Jahre kochen, und wird als Strafe für seine Ausfälligkeit in einen Zwerg mit langer Nase verwandelt.
Jakob wacht nach den sieben Jahren auf und läuft zurück, jedoch erkennen ihn seine Eltern nicht und er ist auf sich allein gestellt. Er bewirbt sich als Koch am Hof des Herzogs, wo ihn der Oberküchenmeister zur Probe kochen lässt. Der Herzog ist begeistert und stellt ihn sogleich als Unterküchenmeister „Zwerg Nase“ an, der landesweite Berühmtheit erlangt. Eine am Markt gekaufte Gans, die verzauberte Prinzessin Mimi, fängt zu sprechen an; Jakob hält sie heimlich in seinem Zimmer. Der Herzog erhält Besuch vom Fürsten, Jakob kocht zwei Wochen lang, zuletzt verlangt der Fürst die Königin aller Speisen, die Pastete Souzeraine. Jakob kennt sie nicht, aber Mimi, beide kochen sie nachts zusammen, doch dem Gast fehlt das Kräutlein Niesmitlust. Der Herzog ist äußerst ungehalten, verspricht dem Fürsten für den nächsten Tag die Pastete so, wie er sie kennt oder aber den Kopf seines Unterküchenmeisters. Mimi, die das Kraut nur vergessen hat, führt nächste Nacht Jakob zu dem bei Vollmond wachsenden Zauberkraut, das Jakob als dasjenige aus Kräuterweis’ Suppe erkennt. In seinem Zimmer riecht er kräftig daran und verliert seine lange Nase, den Zwergenwuchs und den Buckel. Beide fliehen zum Schloss zu Mimis Vater, der seiner Tochter die menschliche Gestalt zurückgibt und auf Jakobs Wunsch dessen Eltern herbeizaubert.

## Entstehung
Die Außenaufnahmen fanden am Kloster Ottobeuren und in Memmingen statt, die Innenaufnahmen sowohl im Kloster Ottobeuren als auch im Schonger-Studio in Inning am Ammersee. Den Verleih übernahm die Jugendfilm-Verleih GmbH (West-Berlin), Uraufführung war am 25. Januar 1953 in Göppingen, am 20. September 1953 in West-Berlin. Zwerg Nase wurde 1953 auch bei den dritten Internationalen Filmfestspielen Berlin und bei den fünften Internationalen Filmfestspielen für Kinderfilme Venedig gezeigt.

## Kritik
- Ponkie schrieb in den Filmblättern: „Der Schonger-Film (…) ist gut geglückt, weil er der kindlichen Phantasie durch "realistische Handlung" entgegenkommt, aber auch den kritisch beobachtenden Besucher durch schöne Sorgfalt im Szenenaufbau, durch Bemühen um reizvolle fotografische Stimmung und hübsche Regieeinfälle befriedigt. Angenehm auch, daß der Film jenen infantil-neckischen Kindergartenton meidet, der dieser Filmgattung so leicht anhaftet.“[1]

- Das Lexikon des internationalen Films (Buchausgabe von 1988, S. 4486) meint, es handle sich um eine weithin geglückte Neuverfilmung des Märchens von Wilhelm Hauff und merkt an, der Film sei wegen einiger für Kinder zu schreckhaften Passagen nachträglich umgestaltet worden.[2]

## VHS-Veröffentlichung
Im Januar 1995 wurde der Film auf VHS von der Euro Video GmbH veröffentlicht.